# Ceena
Die Ceena GmbH, vormals SONATA Management GmbH und Städtebahn Management GmbH ist ein mittelständisches Unternehmen mit Sitz im unterfränkischen Niedernberg.
Die Städtebahn Management GmbH führte seit 2013 die Städtebahn Sachsen GmbH, welche im Auftrag des Verkehrsverbundes Oberelbe von 2010 bis zur Insolvenz Mitte 2019 fünf Bahnlinien im Raum Dresden betrieb.

## Vorgeschichte
Die Nordbayerische Eisenbahn, später NBE Group GmbH Co KG, wurde am 26. Februar 2002 in Aschaffenburg gegründet. Die ersten Jahre lag der Schwerpunkt auf der Vermietung von Lokführern und Turmtriebwagen. 2003 wurde die erste Lokomotive erworben. Beginnend im März 2004 übernahm man die Eisenbahnbetriebsleitung in den zur bayernhafen Gruppe gehörenden Häfen Aschaffenburg (Ende 2004), Bamberg (Juni 2006), Regensburg und Passau (Juli 2006).
Die Werkstatt wurde 2006 in das Unternehmen LokService24 ausgegliedert. Im gleichen Jahr eröffnete man die Niederlassung in Dresden. Anfang 2010 gründete das Unternehmen, jetzt unter dem Namen NBE Rail GmbH, das Tochterunternehmen NBE Rail Polska Sp. z. o. o. mit Sitz in Warschau. Mitte 2010 wurde die NBE Regio gegründet, die ein Joint-Venture mit der Eisenbahngesellschaft Potsdam einging: Die Städtebahn Sachsen GmbH. Diese übernahm am 12. Dezember 2010 den Verkehr auf Nebenbahnen im Raum Dresden für 4 Jahre. Der Gründer und Inhaber Torsten Sewerin brachte seine Unternehmen 2011 unter das Dach der Holdinggesellschaft NBE Group GmbH & Co. KG, die zusätzliches Eigenkapital von der Bayerischen Beteiligungsgesellschaft (BayBG) erhielt. Sewerin wurde 2011 vom Eisenbahn-Bundesamt in den Netzbeirat bei der DB Netz AG berufen.
Die NBE wollte auch Strecken im Raum Magdeburg betreiben, die 2011 jedoch direkt für 15 Jahre an DB Regio vergeben wurden, wogegen die NBE erfolglos Einspruch bei der Vergabekammer Halle einlegte. Auch unterlag man am 6. Dezember 2012 beim Oberlandesgericht Naumburg wegen formaler Fehler. Gegen dieses Urteil legte die NBE am 11. Januar 2013 eine Verfassungsbeschwerde ein. Diese wurde jedoch bis jetzt (Stand: 4. Oktober 2014) weder abgewiesen noch angenommen.
Ende 2012 beteiligte man sich auch an der Ausschreibung der Regionalexpress-Linien von Frankfurt am Main nach Würzburg. Jedoch unterlag man im Vergabeverfahren DB Regio.
Am 4. Juni 2013 verkaufte die Eisenbahngesellschaft Potsdam ihre Anteile an der Städtebahn an die NBE. Im August 2014 wurden die ersten Gesellschaften unter dem Namen Sonata gegründet. Dies geschah aufgrund der Entflechtung der NBE und der Rail Time Logistics GmbH (vormals NbE Logistik GmbH) und die zunehmende Konkurrenz beider Unternehmen untereinander. Die Rail Time Logistics ging 2014 in die Insolvenz.

## Unternehmensgeschichte
Das Unternehmen wurde im September 2014 von Torsten Sewerin gegründet; es ist Gesellschafter der Städtebahn Sachsen GmbH und STS Städtebahn Service GmbH.
Das Unternehmen wurde mit Gesellschaftervertrag vom 5. September 2014 als Sonata Management GmbH mit Sitz in Stockstadt am Main gegründet und am 20. September beim Amtsgericht Aschaffenburg ins Unternehmensregister eingetragen. Als Unternehmensgegenstand waren  „die Beteiligung und der Erwerb von anderen Unternehmen, das Management von Unternehmen, die kaufmännische und betriebswirtschaftliche Beratung von Unternehmen, die kaufmännische Buchführung von Unternehmen, sowie die eisenbahnbetriebliche Betreuung von Unternehmen.“ vorgesehen.
Am 1. September 2016 beschloss die Gesellschafterversammlung die Verlegung des Unternehmenssitzes nach Niedernberg, am 16. Januar 2017 die Umfirmierung in Städtebahn Management GmbH. Letzteres wurde am 26. Januar 2017 beim weiterhin zuständigen Amtsgericht Aschaffenburg eingetragen.
Die Gesellschafterversammlung beschloss am 30. September 2019 eine weitere Umfirmierung in Ceena GmbH, dies wurde am 8. Oktober 2019 beim Amtsgericht eingetragen. Zwischenzeitliche Veränderungen des 2014 festgeschriebenen Unternehmensgegenstandes sind nicht bekannt.
Die beim Eisenbahn-Bundesamt einsehbare Liste genehmigter Eisenbahnverkehrsunternehmen enthält keinen Eintrag zu diesem Unternehmen.

## Unternehmensgruppe
Die Unternehmensgruppe ist in verschiedenen Branchen der Eisenbahn tätig und hat dafür verschiedene Tochtergesellschaften:
- SONATA Rail: Das in Niedernberg ansässige Unternehmen vermietet Lokomotiven an verschiedene Gesellschaften.
- SONATA Logistics: Das 2014 in Mücheln (Sachsen-Anhalt) als NBE Logistics GmbH gegründete Unternehmen war in den Bereichen der Transportlogistik und der Baustellenlogistik tätig. Im Oktober 2019 erfolgte die Umfirmierung in Rail Logistics GmbH, am 1. März 2020 wurde das Insolvenzverfahren eröffnet.[13]
- Rail Active (bis 10. Juli 2018: SONATA Personal): Das Unternehmen ist vorrangig für die bundesweite Überlassung und Gestellung von Eisenbahnbetriebspersonalen im Rahmen der Arbeitnehmerüberlassung zuständig.[14]
- Städtebahn Sachsen: Die Städtebahn Sachsen war ausschließlich im Schienenpersonennahverkehr tätig. Am 25. Juli 2019 stellte die Städtebahn Sachsen auf allen von ihr betriebenen Strecken den operativen Betrieb ersatzlos ein, da der Fahrzeugvermieter Alpha Trains den Leasingvertrag aufgrund von Zahlungsproblemen fristlos gekündigt hat. Da der Städtebahn somit keine Fahrzeuge mehr zur Verfügung standen, kündigte der VVO den bis 2024 gültigen Verkehrsvertrag zum 28. Juli 2019 fristlos. Am 26. Juli 2019 hatte die Städtebahn Sachsen einen Insolvenzantrag beim Insolvenzgericht Aschaffenburg gestellt. Das Unternehmen befindet sich seit 3. Oktober 2019 in Liquidation.
- Ceena Services GmbH (bis 4. Oktober 2019 STS Städtebahn Service GmbH): Werkstatteinrichtung für die Wartung der Züge und Lokomotiven; Geschäftsführer ist Torsten Serverin.